# أشرف الشمري
أشرف حاشم الشمري (مواليد 20 مارس 1999) هو لاعب كرة قدم سعودي لعب سابقاً في نادي العروبة.